# Kroksjön (Markaryds socken, Småland)
Kroksjön är en sjö i Markaryds kommun i Småland och ingår i Lagans huvudavrinningsområde.